# Utcubamba (tỉnh)
Tỉnh Utcubamba (tiếng Tây Ban Nha: Provincia de Utcubamba) là một tỉnh thuộc vùng Amazonas của Peru. Tỉnh Utcubamba có diện tích 3860 km², dân số thời điểm theo điều tra dân số ngày 11 tháng 7 năm 1993 là 102920 người. Tỉnh lỵ đóng ở Bagua Grande.